# Skate (Silk Sonic)
Skate è un singolo del superduo statunitense Silk Sonic, pubblicato il 30 luglio 2021 come secondo estratto dal primo album in studio An Evening with Silk Sonic.

## Descrizione
Il brano, scritto dai due interpreti assieme al produttore Dernst "D'Mile" Emile II, è stato descritto dalla critica specializzata come un pezzo R&B, disco, funk e smooth soul, notevolmente influenzato dalla musica degli anni settanta.

## Video musicale
Il video musicale, diretto da Bruno Mars e Florent Dechard, è stato reso disponibile su YouTube in concomitanza con la pubblicazione del singolo. Il video è stato descritto come «vintage» e mostra i due artisti suonare percussioni con la band.

## Tracce
Testi e musiche di Bruno Mars, Brandon Anderson e Dernst "D'Mile" Emile II.
1. Skate – 3:23

## Classifiche

### Classifiche settimanali
| Classifica (2021) | Posizione massima |
| ----------------- | ----------------- |
| Australia         | 32                |
| Belgio (Fiandre)  | 17                |
| Belgio (Vallonia) | 34                |
| Canada            | 19                |
| Corea del Sud     | 200               |
| Croazia           | 15                |
| Francia           | 166               |
| Irlanda           | 48                |
| Libano            | 17                |
| Lituania          | 90                |
| Nuova Zelanda     | 12                |
| Paesi Bassi       | 61                |
| Portogallo        | 73                |
| Regno Unito       | 45                |
| Singapore         | 29                |
| Stati Uniti       | 14                |
| Svizzera          | 74                |

### Classifiche di fine anno
| Classifica (2021) | Posizione |
| ----------------- | --------- |
| Croazia           | 81        |